# USS Burrfish (SS-312)
Za druga plovila z istim imenom glejte USS Burrfish.
USS Burrfish (SS-312) je bila jurišna podmornica razreda balao v sestavi Vojne mornarice Združenih držav Amerike. Med lei 1961 in 1969 je bila posojena Kraljevi kanadski vojni mornarici, kjer je bila poimenovana kot HMCS Grilse (SS-71).

## Zgodovina
Med drugo svetovno vojno je podmornica opravila 6 bojnih patrulj.